# Silifke
Silifke (ou Selefke; em grego: Σελεύκεια; romaniz.: Seleucia ou Seleukeia) é uma cidade e um distrito na região centro-sul da província de Mersin, Turquia, 80 km a oeste da cidade de Mersin, no extremo oeste de Çukurova.
Silifke está próxima da costa mediterrânica, na encosta do rio Göksu, que corre dos vizinhos Montes Tauro.

## Etimologia
Silifke já foi chamada de Selêucia no Calicadno (em latim: Seleucia ad Calycadnum) — citada diversamente como Selêucia [na] Cilícia, Selêucia [em, na] Isáuria, Selêucia Traqueia e Selêucia Traqueota. A antiga cidade de Olba, também chamada de Olbasa, Ólbia e Urbanópolis, também se localiza no que é hoje o distrito de Silifke.

## História

### Antiguidade
Localizada a uma poucas milhas da foz do rio Calicadno (em grego: Kalykadnos, atualmente Göksu), Selêucia foi fundada por Seleuco I Nicátor no início do século III a.C., uma de muitas que ele batizou em seu nome. É provável que já existissem no local cidades chamadas de Olba e Híria que Seleuco apenas uniu sob seu nome. A cidade cresceu até incluir o povoado próximo de Holmi (atual Taşucu), que já tinha sido estabelecido antes como uma colônia Jônia, que era vulnerável aos ataques de piratas por estar na costa. A nova cidade, mais para cima no leito do rio, era sem dúvida mais segura contra ataques marítimos, o que deu a Selêucia uma considerável prosperidade comercial como porto em sua região na Cilícia (depois renomeada como Isáuria) e chegou mesmo a rivalizar com Tarso.
A Cilícia prosperou como província do Império Romano e Selêucia se tornou um centro religioso com o seu famoso templo de Júpiter do século II. Ali também estava localizada a famosa escola de filosofia e literatura, berço dos peripatéticos Ateneu de Selêucia e Xenarco de Selêucia. A famosa ponte de pedra foi construída pelo governador L. Octavius Memor em 77 d.C. Por volta de 300 d.C., a Isáuria foi reconhecida como um estado independente e Selêucia era sua capital.

### Cristianismo
Os bispos da Igreja antiga realizaram um Concílio de Selêucia 325, 359 e 410. A cidade era famosa pela tumba da virgem santa Tecla de Icônio, convertida por Paulo, que morreu ali, a tumba era uma das mais celebradas do mundo cristão e foi restaurada diversas vezes, entre outras pelo imperador Zenão no século V As ruínas da tumba e o santuário são, hoje em dia, chamados de Meriamlik . No século V, o governador imperial (comes Isauriae) residente na cidade tinha duas legiões à sua disposição, a Legio II Isaura e a Legio III Isaura. É deste período (ou um pouco depois), a necrópole cristã, à oeste da cidade, que contém muitas tumbas de soldados cristãos. De acordo com a Notitia Episcopatuum de Antioquia, no século VI, o metropolita de Selêucia tinha vinte e quatro sés sufragâneas.
Em 705, Selêucia foi capturada pelos exércitos árabes do Islã e foi recuperada pelos bizantinos. Assim, por volta de 732, quase toda a província episcopal de Isáuria foi incorporada ao Patriarcado de Constantinopla. Daí pra frente, a província aparece nas Notitiae de Bizâncio, mas sob o nome de Panfília.
Ainda nas Notitiae de Leão VI (c. 900), Selêucia tinha vinte e dois bispos sufragâneos , já nos de Constantino VII (ca.  940–x), tinha 23. Em 968, Antioquia caiu de novo nas mãos do Império Bizantino e, assim como toda a província da Isáuria, Selêucia foi alocada ao Patriarcado de Antioquia. Conhecemos uma série de metropolitas desta sé e, o primeiro deles, Agápito, estava presente no Primeiro Concílio Ecumênico (em Niceia, 325 d.C.). Neonas estava no Concílio de Selêucia em 359; Simpósio esteve no Concílio de Constantinopla (381); Dexiano no Concílio de Éfeso em 431. Basílio, um celebrado orador e escritor, cuja conduta era algo ambígua, no Segundo Concílio de Éfeso e no começo do Concílio de Calcedônia em 451. Teodoro esteve no Quinto Concílio Ecumênico em 553 e Macróbio estava no Sexto Concílio Ecumênico e no Concílio In Trullo em 692.
Selêucia permanece como uma sé titular da Igreja Católica Romana, com o trono atualmente vago após a morte do último bispo em 1971.